# Kevin Magee
Kevin Magee, född den 20 juli 1962 är en f.d. roadracingförare från Australien.

## Roadracingkarriär
Magee körde i 500GP för Yamaha, och vann ett Grand Prix, men är mest berömd för att ha ändat den amerikanske förare Bubba Shoberts karriär, då amerikanen körde in i Magee, när han gjorde burnouts, vilket gjorde sikten bergänsad. Som bäst blev Magee femma i VM; 1988.